# Сицкий, Александр Фёдорович
Князь Александр Фёдорович Сицкий (ум. до 1549) — безудельный князь, голова и воевода во времена правления Ивана III Васильевича, Василия III Ивановича и Ивана IV Васильевича Грозного.
Из княжеского рода Сицкие. Старший сын князя Фёдора Петровича Кривого Сицкого. Имел братьев, князей: Семён, Андрей, Юрий Большой, Фёдор, Иван и Юрий Меньшой.

## Биография
Впервые Александр упоминается в разрядах 1500 году, как сын боярский, который присутствовал среди поезжан на свадьбе князя Василия Даниловича Холмского и дочери великого князя Московского Ивана III Васильевича — княжны Феодосии Ивановны.
В 1514 году письменный голова, послан к Государю из Тулы под Смоленск, а после упоминается, как воевода в походе под Смоленск, в котором он руководил дворовыми детьми боярскими, позже первый воевода Сторожевого полка в Великих Луках. В 1515 году второй воевода сперва войск левой руки, а потом второй воевода Сторожевого полка на Вошане.
В 1516 году Александр был вторым воеводой сторожевого полка в Туле и позже вновь в Великих Луках. В 1519 году третий воевода в Казанском походе. В 1520 году второй воевода в Нижнем Новгороде.
Больше сведений о нём нет. Александр умер до 1549 года. Детей он не оставил, а его вотчина на реке Сить была разделена между младшими братьями.